# Программное обеспечение для моделирования
Программное обеспечение для моделирования основано на процессе моделирования реального явления с помощью набора математических формул. Это, по сути, программа, которая позволяет пользователю наблюдать за операцией с помощью моделирования, фактически не выполняя эту операцию. Оно широко используется для проектирования оборудования таким образом, чтобы конечный продукт был максимально приближен к проектным характеристикам без дорогостоящих технологических модификаций. ПО для моделирования часто используется в играх, но оно также имеет важные промышленные приложения. В тех случаях, когда неправильная эксплуатация техники является дорогостоящей, например, в случае самолётов,  атомных электростанций или химических заводов, макет реальной панели управления подключается к моделированию физической реакции в реальном времени, что даёт ценный опыт обучения в безопасных условиях.
Современные компьютерные программы могут моделировать поведение энергосистем, погодные условия, электронные схемы, химические реакции, мехатронику, тепловые насосы, системы управления с обратной связью, ядерные реакции и даже сложные биологические процессы. В теории любые явления, которые могут быть сведены к математическим данным и уравнениям, могут быть смоделированы на компьютере. Моделирование может быть сложным, потому что большинство природных явлений подвержены почти бесконечному числу влияний. Одним из способов разработки полезных моделей является определение наиболее важных факторов, влияющих на достижение целей моделирования. Кроме имитации процессов, моделирование также используется для проверки новых теорий. Создав теорию причинно-следственных связей, теоретик может кодифицировать эти связи в виде компьютерной программы. Если программа затем ведёт себя так же, как и реальный процесс, есть хороший шанс, что предлагаемые отношения верны.

## Общее моделирование
Основные пакеты моделирования делятся на две категории: дискретно-событийное и непрерывное моделирование. Дискретное моделирование событий используется для моделирования статистических событий, например, прибывающие в очередь клиенты банка. Правильно соотнося вероятности прибытия с наблюдаемым поведением, модель может определить оптимальное количество очередей, чтобы поддерживать время ожидания очереди на заданном уровне. Непрерывные симуляторы используются для моделирования широкого спектра физических явлений, таких как баллистические траектории, дыхание человека, реакция электродвигателя, радиочастотная передача данных, выработка энергии паровой турбиной и т. д. Моделирование используется при первоначальном проектировании системы для оптимизации выбора компонентов и контроллера, а также в системах проектирования на основе моделей для генерации встроенного управляющего кода. Работа непрерывного моделирования в реальном времени используется для обучения операторов и настройки автономного контроллера.
Существует четыре основных известных подхода к моделированию: метод планирования событий, сканирование активности, взаимодействие процессов и трёхфазный подход, для сравнения можно отметить следующее:
Метод планирования событий проще и имеет только две фазы, что позволяет программе работать быстрее, так как нет сканирования условных событий. Подход сканирования активности также проще, чем трёхфазный метод, поскольку он не имеет календаря и поддерживает экономное моделирование. Однако этот подход гораздо медленнее, чем трёхфазный, поскольку он рассматривает все виды деятельности как условные. Трёхфазный подход должен сканировать расписание для связанных действий, а затем сканирует все условные действия, которые замедляют его. На самом деле трёхфазность используется в распределённых системах, операционных системах, базах данных.

## Электроника
Программное обеспечение для моделирования электронных схем использует математические модели для воспроизведения поведения реального электронного устройства или схемы. По сути, это компьютерная программа, которая превращает компьютер в полностью функционирующую лабораторию электроники. Электронные симуляторы интегрируют редактор схем, симулятор SPICE и экранные формы сигналов. Имитируя поведение схемы перед её фактическим построением, она значительно повышает эффективность и даёт представление о поведении и стабильности электронных схемных конструкций. Большинство симуляторов используют движок SPICE, который имитирует аналоговые, цифровые и смешанные схемы A/D исключительной мощности и точности. Они также обычно содержат обширные библиотеки моделей и устройств. Хотя эти имитаторы обычно имеют возможности экспорта на печатные платы, они не являются существенными для проектирования и тестирования схем, что является основным применением моделирования электронных схем.
Существуют как строго аналоговые симуляторы электронных схем, так и симуляторы смешанного режима, которые включают в себя как аналоговые, так и событийно-управляемые возможности цифрового моделирования. Весь анализ смешанных сигналов может быть проведён с помощью одной интегрированной схемы. Все цифровые модели в имитаторах смешанного режима обеспечивают точную спецификацию времени распространения и временных задержек подъёма/падения.
Алгоритм, управляемый событиями, предоставляемый симуляторами смешанного режима, является универсальным и поддерживает нецифровые типы данных. Например, элементы могут использовать вещественные или целочисленные значения для имитации функций цифрового сигнального процессора или выборочных фильтров данных. Поскольку алгоритм, управляемый событиями, работает быстрее, чем стандартное матричное решение SPICE, время моделирования для моделей схем, управляемых событиями, значительно сокращается по сравнению с аналоговыми моделями.
Смешанное моделирование осуществляется на трёх уровнях:
1. С примитивными цифровыми элементами, использующими модели синхронизации и встроенный цифровой логический элемент на 12 или 16 состояний.
2. С моделями подсхем, использующими фактическую транзисторную топологию интегральной схемы.
3. С линейными булевыми логическими выражениями.

Точные представления используются главным образом при анализе проблем целостности сигналов и линий передачи, когда требуется тщательный контроль характеристик ввода-вывода ИС. Первые два метода моделирования используют SPICE для решения задач, в то время как третий метод, цифровые примитивы, использует возможности смешанного режима. Каждый из этих методов имеет свои достоинства и целевое применение. Фактически, многие модели (особенно те, которые используют технологию A/D) требуют сочетания всех трёх подходов.

### Программируемый логический контроллер
Чтобы правильно понять работу программируемого логического контроллера (ПЛК), необходимо потратить значительное время на программирование, тестирование и отладку программ ПЛК. Системы ПЛК по своей сути дороги, особенно время их простоя. Кроме того, если ПЛК запрограммирован неправильно, это может привести к потере производительности и опасным условиям. Программное обеспечение для моделирования ПЛК является ценным инструментом в понимании и изучении ПЛК. Моделирование ПЛК предоставляет пользователям возможность писать, редактировать и отлаживать программы, написанные с использованием формата тегов, которые являются мощным методом программирования ПЛК, но также и более сложным. Моделирование ПЛК интегрирует основанные на тегах программы лестничной логики с 3D интерактивной анимацией для улучшения опыта обучения пользователя.